# Pentaidroborite
La pentaidroborite è un minerale.